# Сировари
Сировари (Сыровары, серб. Сировари) — народный обычай юго-восточной Сербии, названный по двусловью — «Сирово-борово», а также название дня 1 (14) января. Накануне Старого Нового года ряженые посещают сельские дворы. В отличие от рождественских календарей, они не надевают маски. Название обряда вероятно схоже с названием новогоднего обхода, который проводился в македонских и болгарских регионах (сурвакане).

## Описание обряда
Как правило, парни-сыровары рядились «невестой» (бабой), «женихом» и другими лицами свадебной процессии (дед, свекровь, сваты). Как и в других обрядах, имитирующих свадьбу, «невеста» носила «ребёнка», сделанного из тряпок или дерева, и искала в каждом доме его отца. Сама игра была насыщена эротическими элементами (например, парня, переодетого в «невесту», пытаются ущипнуть). Участники процессии стучат палками, звенят и создают большой шум, чтобы отогнать нечистую силу («караконцуле»), которая была особенно активна в «некрещёные дни» (до Крещения) и считали, что она могла навредить людям, скоту.
Ах, дедо впусти Новую годину,

отворяй младой ворота;

да взгляните на нашу невесту,

руки замерзли, ноги промокли
Оригинальный текст (сербохорв.)Aj, dedo vodi Novata godina,

otvaraj mladi corbadziji;

da vidite nasata nevesta,

ruce izmrznaja, noze prekapaja.

В некоторых местах количество сыроваров должно было быть обязательно нечётным  (7, 9, 11), в противном случае, как считалось, кто-нибудь из участников умрёт в предстоящем году.
Сыровары сильно кричали: «Сирово-бурово!» или «Сирово!», а из дома отвечали «Борово!». За этим следовало пожелание богатства дому, плодовитость скота, урожая в поле, за что хозяева их одаривали (давали им мясо, водку, хлеб, сладости). Если хозяева не открывали дверь, сыровары кричали проклятия, например «чтоб никогда не открыть вам дома!» или  «Сирово-борово и пусть весь год пройдет впустую!» (серб. Сирово-борово и све по купи ћораво!).
В некоторых местах на праздник «Сыровары» раньше готовили специальный хлеб — сыроварский каравай.